# Elías (Mendelssohn)

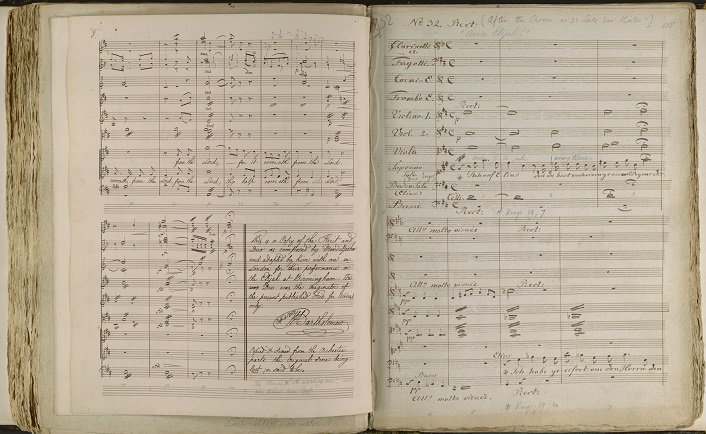

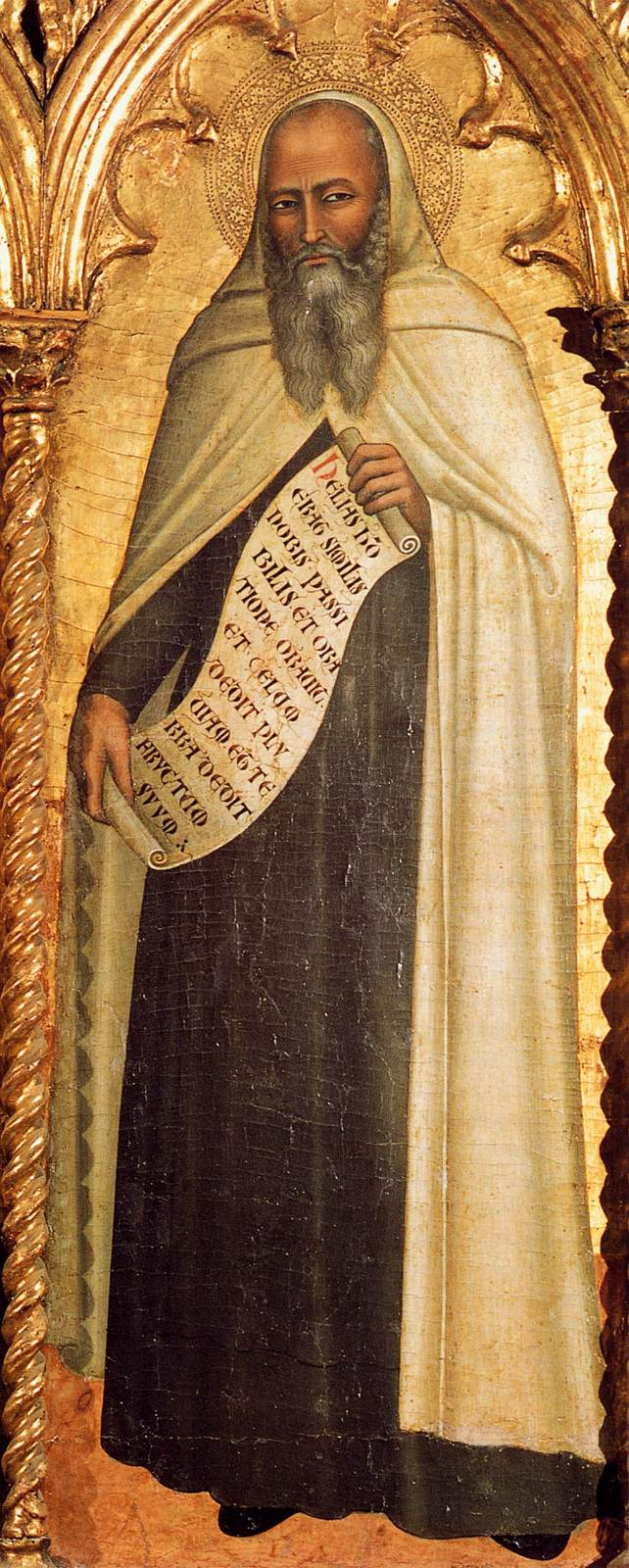
Felix Mendelssohn El oratorio Elías describe eventos de la vida del profeta bíblico Elías.

Elías (en alemán: Elias: en inglés: Elijah), Op. 70, MWV A 25, es un oratorio con música de Felix Mendelssohn y libreto de Julius Schubring. Estrenado en 1846 en el Festival Musical Trianual de Birmingham, Inglaterra. Describe eventos de la vida del profeta bíblico Elías, extraídos de los libros de los Reyes del Antiguo Testamento.

## Música y estilo
Esta pieza estuvo compuesta en el espíritu de los predecesores Barrocos de Mendelssohn Bach y Händel, cuya música le encantaba. En 1829 Mendelssohn había organizado la  primera interpretación la Pasión según San Mateo de Bach desde la muerte del compositor y fue un impulsor que difundió y popularizó los trabajos de Bach. En cambio, los oratorios de Händel nunca pasaron de moda en Inglaterra. Mendelssohn preparó una edición erudita de algunos oratorios de Händel para su publicación en Londres. Elías está inspirado en los oratorios de estos dos maestros barrocos; aun así, en su lirismo, color orquestal y coral, el estilo claramente refleja el propio genio de Mendelssohn como un compositor Romántico temprano.[cita requerida]
La obra está musicada para cuatro solistas vocales (bajo-barítono, tenor, alto, soprano), orquesta sinfónica completa que incluye trombones, oficleido, órgano, y un gran coro que canta normalmente a cuatro voces, pero ocasionalmente en ocho o en tres (solo mujeres) voces. El papel del narrador es para bajo-barítono y lo cantó en el estreno el bajo austriaco Joseph Staudigl.
Mendelssohn había hablado de un oratorio basado sobre Elías con su amigo Karl Klingemann, quien le había proporcionado el libreto para su opereta cómica Die Heimkehr aus der Fremde, la cual resultó siendo un texto incompleto que Klingemann fue incapaz de terminar. Mendelssohn entonces pidió a Julius Schubring, el libretista de su anterior oratorio Paulus que lo completara. este rápidamente abandonó el trabajo de Klingemann y produjo su texto propio que combinó la historia de Elías tal como se cuenta en el libro de los Reyes y en los Salmos. En 1845, el festival de Birmingham encargó un oratorio a Mendelssohn, quien trabajó con Schubring para poner el texto en su forma final y en 1845 y 1846 compuso su oratorio con texto en alemán. Pronto fue traducido al inglés por William Bartholomew, quien no fue solo un poeta, sino un compositor que pudo trabajar con la partitura al tiempo que lo traducía. El oratorio se estrenó en su versión inglesa. La versión alemana se estrenó en el cumpleaños del compositor, 3 de febrero de 1848, en Leipzig algunos meses después de que Mendelssohn muriera, dirigida por Niels Wilhelm Gade.

## Narrativa bíblica
Mendelssohn utiliza los episodios bíblicos que mencionan a Elías. Estos episodios se narran de manera bastante lacónica, para producir escenas intensamente dramáticas, añadiendo varios textos bíblicos relacionados, principalmente tomados del Antiguo Testamento. Estos eran sin duda del gusto de la época de Mendelssohn, y un sentimentalismo victoriano parece también detectable en algunas partes.
Entre los episodios se cuenta la resurrección de un niño. Otro episodio dramático es el concurso de los dioses, conocido también como El sacrificio del Carmelo, en el cual Yahvé convierte un sacrificio ofrecido en una columna de fuego, mientras una secuencia mayor de oraciones frenéticas por los profetas del dios Baal falla. La primera parte concluye con la lluvia que termina con la sequía en Israel a través de las oraciones de Elías. La segunda parte describe la persecución de Elías por la Reina Jezabel, su retiro al desierto, su visión de Dios, su regreso a su trabajo, y su ascensión en un carro de fuego al cielo. La obra termina con algunas profecías del libro de Isaías y las alabanzas del Salmo 8.

## Estructura
El trabajo en dos partes abre con un declamación de Elías, después se interpreta la obertura. Las secciones están listadas en la tabla siguiente, con el texto tanto en alemán como en castellano, la fuente bíblica para el pasaje (la acción dramática destacada por un color de fondo), y las voces. El coro es mayoritariamente a cuatro voces SATB, pero tiene hasta ocho. Los solistas son Elías  (barítono); soprano (S), a menudo también cantando la viuda, el joven y el segundo ángel; alto (A), a menudo también cantando el primer Ángel y la Reina; y tenor (T), a menudo también cantando las partes de Abdías y Ajab. Mendelssohn contó con varios solistas, pidiendo Soprano I y II en el segundo movimiento, además Alto I y  II en el movimiento 35, pero la obra  se interpreta a menudo por cuatro solistas.
Algunos movimientos son sencillas formas del oratorio como el recitativo y el aria, otros exploran combinaciones híbridas, como el recitativo con coro, para un efecto dramático.
| Núm. | Descripción            | Incipit                                  | Traducción                                        | Fuente del texto | Voces                      |
| ---- | ---------------------- | ---------------------------------------- | ------------------------------------------------- | ---------------- | -------------------------- |
|      | Introducción           | So wahr der Herr, der Gott Israels lebet | Tan cierto como que vive el Señor, Dios de Israel | 1 Reyes 17:1     | Elías                      |
|      | Obertura               |                                          |                                                   |                  |                            |
| 1    | Coro                   | Hilf, Herr!                              | Ayuda, Señor!                                     |                  | SATB                       |
| 2    | Dúo con coro           | Herr, höre unser Gebet!                  | ¡Señor!, ¡Escucha nuestra oración!                |                  | S A SATB                   |
| 3    | Recitativo             | Zerreißet eure Herzen                    | Rasgad vuestros corazones                         |                  | Abdías                     |
| 4    | Aria                   | So ihr mich von ganzem Herzen suchet     | Me hallaréis si me buscáis de todo corazón        |                  | Abdías                     |
| 5    | Coro                   | Aber der Herr sieht es nicht             | Pero el Señor no lo ve                            |                  | SATB                       |
| 6    | Recitativo             | Elias, gehe von hinnen                   | ¡Elías, Vete de aquí!                             | 1 Reyes 17:2-4   | Ángel I                    |
| 7    | Cuarteto doble         | Denn er hat seinen Engeln befohlen       | Pues te encomendará a sus ángeles                 | Salmos 91:11     | Ángeles: SSAATTBB          |
| 7    | Recitativo             | Nun auch der Bach vertrocknet ist        | El arroyo también se ha secado.                   | 1 Reyes 17:7-9   | Ángel I                    |
| 8    | Recitativo, aria y dúo | Was hast du mir getan                    | ¿Qué me has hecho?, ¡hombre de Dios!              | 1 Reyes 17:18-24 | Viuda, Elías               |
| 9    | Coro                   | Wohl dem, der den Herrn fürchtet         | Bienaventurado el hombre que teme al Señor        |                  | SATB                       |
| 10   | Recitativo con coro    | So wahr der Herr Zebaoth lebet           | Vive el Señor, Dios de los ejércitos              | 1 Reyes 18:15-25 | Elías, Ajab, SATB          |
| 11   | Coro                   | Baal erhöre uns!                         | ¡Baal, escúchanos!!                               | 1 Reyes 18:26    | SSAATTBB                   |
| 12   | Recitativo con coro    | Rufel lauter! Denn er ist ja Gott!       | Gritad más fuerte! Dios no os oye!                | 1 Reyes 18:27    | Elías, SATB                |
| 13   | Recitativo con coro    | Rufel lauter! Er hört euch nicht.        | ¡Gritad más fuerte! ¡No os oye!                   | 1 Reyes 18:28    | Elijah, SATB               |
| 14   | Aria                   | Herr, Gott Abrahams, Isaaks und Israels  | ¡Señor, Dios de Abraham, Isaac e Israel!          | 1 Reyes 18:36-37 | Elías, SATB                |
| 15   | Cuarteto               | Wirf dein Anliegen auf den Herrn         | Encomienda al Señor tu destino                    | Salmos 55:23     | S A T B                    |
| 16   | Recitativo con coro    | Der du deine Diener machst zu Geistern   | Tu que tienes por siervos a los espíritus         | 1 Reyes 18:38-40 | Elías, SATB                |
| 17   | Aria                   | Ist nicht des Herrn Wort wie ein Feuer   | ¿No es la palabra del Señor como un fuego?        |                  | Elías                      |
| 18   | Arioso                 | Weh ihnen, dass sie von mir weichen!     | ¡Ay de los que se apartan de mi!                  | Oseas 7:13       | A                          |
| 19   | Recitativo con coro    | Hilf deinem Volk, du Mann Gottes!        | ¡Salva a tu pueblo, Oh hombre de Dios!            | 1 Reyes 18:43-44 | Abdías, Elías, SATB, Joven |
| 20   | Coro                   | Dank sei dir, Gott                       | Gracias a ti, Dios                                |                  | SATB                       |

| N.º | Descripción         | Incipit                                                 | Traducción                                         | Fuente del texto | Voces              |
| --- | ------------------- | ------------------------------------------------------- | -------------------------------------------------- | ---------------- | ------------------ |
| 21  | Aria                | Höre, Israel                                            | ¡Escucha Israel!                                   | Deuteronomio 6:4 | S                  |
| 22  | Coro                | Fürchte dich nicht, spricht unser Gott                  | No tengas miedo, dice nuestro Dios                 |                  | SATB               |
| 23  | Recitativo con coro | Der Herr hat dich erhoben                               | El Señor te ha alzado                              | 1 Reyes 19:2     | Elías, Reina, SATB |
| 24  | Coro                | Wehe ihm, er muss sterben!                              | ¡Ay de él, debe morir                              |                  | Abdías, Elías      |
| 25  | Recitativo          | Du Mann Gottes, laß meine Rede                          | Hombre de Dios, deja ahora que mis palabras        |                  | T                  |
| 26  | Aria                | Es ist genug, so nimm nun, Herr, meine Seele            | Es suficiente, ¡ Señor toma mi vida!               | 1 Reyes 19:4     | Elías              |
| 27  | Recitativo          | Siehe, er schläft                                       | Mirad, ahora duerme                                |                  | T                  |
| 28  | Trío                | Hebe deine Augen auf zu den Bergen                      | Alza tus ojos a los montes                         |                  | S S A              |
| 29  | Coro                | Siehe, der Hüter Israels schläft noch schlummert nicht  | Mirad, el que guarda a Israel no duerme            | Salmos 121:4     | SATB               |
| 30  | Recitativo          | Stehe auf, Elias, denn du hast einen großen Weg vor dir | ¡Levántate, Elías, pues aún te queda mucho camino! | 1 Reyes 19:7     | Angel I, Elías     |
| 31  | Aria                | Sei stille dem Herrn                                    | Descansa en el Señor                               |                  | Angel I            |
| 32  | Coro                | Wer bis an das Ende beharrt, der wird selig.            | Quien resiste hasta el final, será salvado.        | Mateo 10:22      | SATB               |
| 33  | Recitativo          | Herr, es wird Nacht um mich                             | ¡Señor, la noche cae a mi alrededor!               | 1 Reyes 19:11-25 | Elías, Ángel II    |
| 34  | Coro                | Der Herr ging vorüber                                   | El Señor pasó                                      | 1 Reyes 19:11    | SATB               |
| 35  | Coro                | Seraphim standen über ihm; Heilig ist Gott der Herr     | Había sobre él serafines; Santo es el Señor        | Isaías 6:2       | A; S S A A SATB    |
| 36  | Coro y recitativo   | Gehe wiederum hinab! Ich gehe hinab                     | ¡Vuelve por tu camino!                             | 1 Reyes 19:15-16 | SATB, Elías        |
| 37  | Arioso              | Ja, es sollen wohl die Berge weichen                    | Sí, ¡que se hundan los montes!y                    | Isaías 54:10     | Elías              |
| 38  | Coro                | Und der Prophet Elias brach hervor                      | Y el profeta Elías brotó como un fuego             | 2 Reyes 2:1      | SATB               |
| 39  | Aria                | Dann werden die Gerechten leuchten                      | Entonces los justos resplandecerán                 |                  | T                  |
| 40  | Recitativo          | Darum ward gesendet der Prophet Elias                   | Por lo que fue enviado el profeta Elías            |                  | S                  |
| 41  | Coro                | Aber einer erwacht von Mitternacht                      | Pero alguien se despierta a medianoche             | Isaías 41:25     | SATB               |
| 41  | Cuarteto            | Wohlan, alle, die ihr durstig seid                      | Vosotros los sedientos                             |                  | S A T B            |
| 42  | Coro                | Alsdann wird euer Licht hervorbrechen                   | Entonces brotará vuestra luz                       | 1 Reyes 19:2-25  | SATB               |
| 42  | Coro                | Herr, unser Herrscher                                   | Señor, nuestro Señor                               | Salmos 8:1       | SATB               |

## Recepción

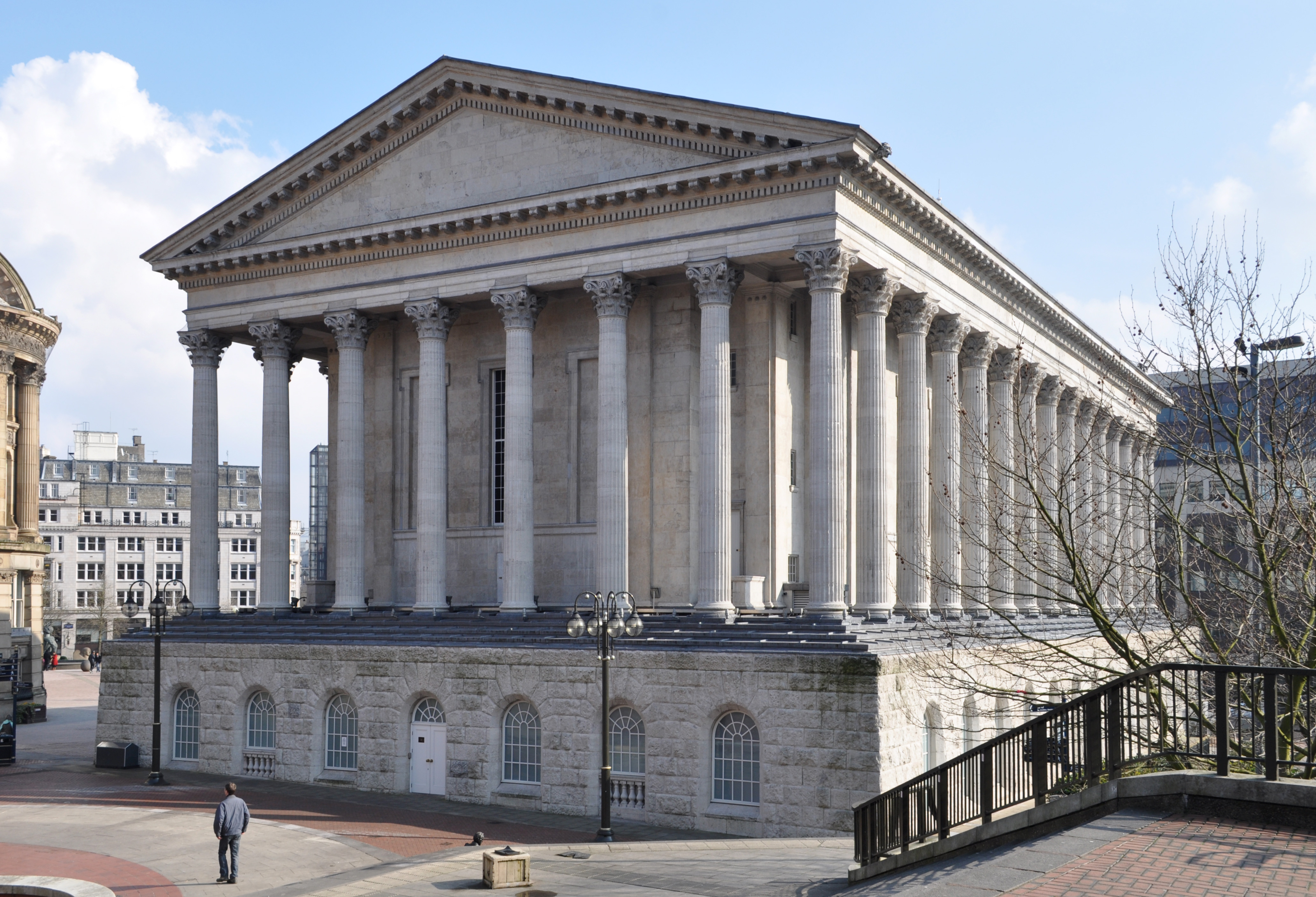
Ayuntamiento de Birmingham, sitio del estreno del Elías de Mendelssohn

Elías tuvo éxito el día de su estreno y desde entonces se ha interpretado con frecuencia. Se hizo muy popular en coros de aficionados, tanto en el mundo germánico como anglosajón. El Príncipe Alberto escribió en un libreto para el oratorio Elías en 1847: Al noble artista que, rodeado por el culto de Baal del arte falso, ha sido capaz, como un segundo Elías, a través del genio y del estudio, permanecer auténtico al servicio del arte.
Algunos críticos han tratado la obra severamente, enfatizando su punto de vista convencional y su prudente estilo musical. Bernard Shaw escribió:

No soporté la interpretación del miércoles hasta la última nota, un acto de devoción profesional qué no formaba parte de mi plan para la noche... Solo pensar en Parsifal, en la Novena Sinfonía, en La flauta mágica, en los momentos inspirados de Bach y Händel, para ver el gran abismo que hay entre el auténtico sentimiento religioso y nuestro placer en la preciosidad exquisita de Mendelssohn.

También fue un obra popular en Norteamérica desde su estreno. En la década de 1920, H.T. Parker, el principal crítico de música de Boston, describía cómo el público fijamente hacia lo alto durante una interpretación, embelado por la música: ¿Cuántos de aquellos ojos estaban en éxtasis?, o ¿estaban contando las cuatro luces de la lámpara central del techo?.... Elías es total, excesiva, e irremediablemente victoriano.
Mendelssohn escribió la voz soprano de Elías para la soprano apodada El ruiseñor sueco, Jenny Lind. Lind quedó destrozada por la prematura muerte del compositor en 1847.  No siendo capaz de cantar su voz un año después. Ella cantó la obra en la Sala Exeter de Londres a finales de 1848, donando las 1,000£ que cobró para financiar una beca en su nombre.  Después de que Arthur Sullivan fuera el primer receptor de la Beca Mendelssohn, le animó en su carrera.
El pianista y compositor británico Charles Salaman adaptó Él que persevere hasta el final de Elías como versión del Salmo 93, Adonai Malakh (El Señor reina), cantado la mayoría de las noches de viernes en el servicio del Sabbat de la comunidad judía sefardita de Londres.[cita requerida]